# Ayano Shimada
Ayano Shimada (22 giugno 2006) è una nuotatrice artistica giapponese.

## Palmarès
- Mondiali

Fukuoka 2023: argento nella gara a squadre (programma libero)
Doha 2024: bronzo nella gara a squadre programma tecnico

### Coppa del Mondo
- 4 podi:
  - 1 vittoria (1 nella gara a squadre)
  - 3 secondi posti (3 nella gara a squadre)

#### Coppa del mondo - vittorie
| Data          | Luogo  | Paese   | Disciplina  |
| ------------- | ------ | ------- | ----------- |
| 4 maggio 2024 | Parigi | Francia | Team libero |